# Стамос, Теодорос
Теодорос Стамос (англ. Theodoros Stamos; 31 декабря 1922, Нью-Йорк — 2 февраля 1997, Янина) — американский художник, писавший в стиле абстрактного экспрессионизма.

## Биография
Теодорос Стамос родился в семье греческих эмигрантов. Изучал скульптуру в Американской школе искусств, затем самоучкой овладел живописью, исключительно которой и посвятил себя начиная с 1939 года. Первая персональная выставка состоялась в галерее Уэйкфилд, которой тогда руководила Бетти Парсонс, в 1943 году. Тогда художник познакомился с авангардистами Барнеттом Ньюменом и Адольфом Готлибом, под влиянием которых Теодорос Стамос находился несколько последующих лет.
В 1947 году художник принимает участие — совместно с Хансом Хофманом, Эдом Рейнхардтом, Марком Ротко и Клиффордом Стиллом — в групповой выставке «Идеографическая картина»(The Ideographic Picture), организованной Б. Ньюменом в галерее Бетти Парсонс.
В 1958—1959 годах Т. Стамос участвует в передвижной международной выставке «Новая американская живопись»(The New American Painting), организованной нью-йоркским Музеем современного искусства и призванной показать превосходство работ американских художников над европейцами. В 1959 году мастер принимает участие в выставке современного искусства документа-2 в немецком Касселе.
Теодорос Стамос являлся одним из душеприказчиков Марка Ротко и оказался замешанным в скандальное дело Ротко.